# Баррига де фрейра
Баррига де фрейра (порт. barriga de freira, буквально живот монашки) — португальский десерт из яичных желтков. Был создан в XVII веке монахинями из провинции Бейра-Литорал, принадлежит семейству десертов doces conventuais. Происхождение названия неизвестно.
Основу десерта составляют яичные желтки, которые соединяют с хлебной крошкой, сахаром, маслом, лимонной цедрой, орехами. Иногда добавляют сухофрукты или портвейн. Смесь часто раскладывают в пакетики из рисовой бумаги в форме полумесяца, которые, действительно, могут напоминать растолстевший живот.